# Derris eriocarpa
Derris eriocarpa là một loài thực vật có hoa trong họ Đậu. Loài này được F.C.How miêu tả khoa học đầu tiên.